# Dům Paderewski
Dům Paderewski, původního názvu Kaiser von Österreich (čeština: Císař rakouský), stojí v centru lázeňské části Karlových Varů v městské památkové zóně v Lázeňské ulici č. 480/5. Byl postaven v letech 1867–1868.
Objekt byl prohlášen kulturní památkou, památkově chráněn je od 3. května 1958, event. od 5. března 1973, rejstř. č. ÚSKP 36391/4-4042.

## Historie
Na místě dnešního domu vybudovala paní Torellin po velkém požáru města v roce 1759 barokní dům. Ten sloužil roku 1828 jako úřední dům.
V letech 1867–1868 zde Josef Stieff zbudoval nový dům a nazval jej Kaisef von Österreich (Císař rakouský). Plány vypracoval karlovarský stavitel Johann Voigt.
Architekt Alfred Bayer navrhl po roce 1890 úpravu fasád a střech v novobarokním stylu, úprava se však nezrealizovala.
Na počátku 20. století byly doplněny vikýře.

## Ze současnosti
Roku 1973 byl dům prohlášen kulturní památkou.
V současnosti (květen 2021) je evidován jako víceúčelová stavba v majetku společenství vlastníků.

## Popis
Řadový čtyřpodlažní dům s mansardovou střešní nástavbou se nachází v Lázeňské ulici č. 480/5. Stavba je příkladem pozdního klasicismu či biedermeieru s prvky romantického historismu. Typickými elementy jsou celoplošná rustika, obloučková římsa či arkatura, zubořez a jednoduché, italsky orientované edikuly oken s šachováním v parapetních výplních.
Mansardová nástavba má ve středu tři obdélná okna se segmentovým tympanonem. Obdobně řešené jsou krajní nástavby s tympanonem trojúhelníkovým.